# Näset (Geta, Åland)
Näset är en halvö i Åland (Finland). Den ligger i den nordvästra delen av landskapet, 30 km norr om huvudstaden Mariehamn. Näset ligger på ön Dånö.